# Port Harcourt
Port Harcourt   este un oraș  în  Nigeria. Este reședința  statului  Rivers .

## Personalități născute aici
- Philip Otele (n. 1999), fotbalist, care a jucat și la CFR Cluj.